# エリート10 (カーリング)
エリート10 (英語: Elite 10) は、カナダで開催されていたカーリング大会。ワールドカーリングツアーにおける最高峰のグランドスラム・オブ・カーリングのひとつとして構成されていた。2018-19シーズン現在の大会名称はプリンセスオート・エリート10 (英語: Princess Auto Elite 10)。

## 概要
ワールドカーリングツアー（WCT）における最高峰のグランドスラム・オブ・カーリング（GSOC）としてカナダで行われていた。男子は2014-15シーズン、女子は2018-19シーズンより開催。男女とも10チームの参加。優勝チームにはチャンピオンズカップの出場権が与えられていた。カーリングの大会では珍しいスキンズゲームに似た独自のマッチプレー形式を採用。2019-20シーズンよりグランドスラムのラインナップから削除され、大会の廃止も発表された。

## 出場資格
招待チームは下記の通りである。
- WCT Order of Merit（OOM）ポイントランキング1位～10位：計10チーム

招待チームが辞退した場合、OOMポイントランキング11位以降のチームが繰り上げで出場資格を得る。

## 結果

### 男子
| 開催年      | 優勝スキップ         | 準優勝スキップ         | 開催地                 | 賞金総額（CAD） |
| ----------- | -------------------- | ---------------------- | ---------------------- | --------------- |
| 2015        | マイク・マキュウェン | ニクラス・エディン     | フォートマクマレー     | $100,000        |
| 2016        | ブラッド・グシュー   | リード・カルーサーズ   | コルウッド             | $100,000        |
| 2017        | ジョン・モリス       | ブラッド・ジェイコブズ | ポート・ホークスベリー | $100,000        |
| 2018（3月） | マイク・マキュウェン | ブラッド・グシュー     | ウィニペグ             | $100,000        |
| 2018（9月） | ブラッド・グシュー   | マイク・マキュウェン   | チャタム・ケント       | $100,000        |

### 女子
| 開催年      | 優勝スキップ         | 準優勝スキップ               | 開催地           | 賞金総額（CAD） |
| ----------- | -------------------- | ---------------------------- | ---------------- | --------------- |
| 2018（9月） | アンナ・ハッセルボリ | シルヴァナ・ティリンツォーニ | チャタム・ケント | $100,000        |

## 日本チームの出場成績
| 略語の説明 | 略語の説明         |
| ---------- | ------------------ |
| C          | 優勝               |
| F          | 準優勝             |
| SF         | ベスト4            |
| QF         | ベスト6・ベスト8   |
| R16        | ベスト16           |
| Q          | 予選敗退           |
| T2         | ティア2（2部）出場 |
| DNP        | 大会不参加         |
| N/A        | 開催せず           |

女子
| チーム / シーズン | 14–15 | 15–16 | 16–17 | 17–18 | 18–19 |
| ----------------- | ----- | ----- | ----- | ----- | ----- |
| ロコ・ソラーレ    | N/A   | N/A   | N/A   | N/A   | DNP   |